# Azandarian
Azandarīān (farsi ازندریان) è una città dello shahrestān di Malayer, circoscrizione di Javakar, nella provincia di Hamadan. Aveva, nel 2006, una popolazione di 8.685 abitanti.